# Transall C–160
A Transall C–160 a francia-német Transall cég által, a Noratlas felváltására készült harcászati szállítógép. Pontosabban a francia Nord-Aviation, és a német HFB és VFW vállalatokból született meg a Transall. Ez volt az első európai multinacionális repülőgép-fejlesztés, 1959-ben kezdték el.

## Története
A C–160 gyártásának első ütemében a Német Légierőnek 110, míg a Francia Légierőnek 50 darabot szállítottak. Később Franciaország rendelt még 29 darab C–160NG-t. Az NG széria annyiban tért el a sima C–160-tól, hogy a gyár póttartályokkal, korszerűbb avionikával és légi utántöltéshez szükséges csatlakozócsonkkal szerelte fel. Nem sokkal később a Dél-afrikai Légierő is vásárolt 90 db-ot. Az 1970-es évek elején a Luftwaffe 20 db C–160D-t adott el Törökországnak. Ezek új jelzése C–160T lett, és a festésük is más. Ugyancsak a 70-es években az Air France is vásárolt C–160-asokat a Francia Légierőtől, ők csomagokat szállítottak vele., postai szolgálatba állították.
Az 1990-es évek elején a korábban megépített gépek korszerűsítésére indult egy program, amelyben a támadó rakéták elhárításának esélyét növelték. A legújabb generációs gépek közül két C–160G Gabriel távközlési-elektronikus felderítő gép készült el. Abban térnek el korábbi társaiktól, hogy több kiegészítő antennájuk, melyekkel a radarállomások, és egyéb adók jeleit tudják fogni. Egy másik típust a C–160H-t olyan különleges berendezésekkel látták el, amelyekkel egy esetleges háború esetén a nukleáris-ballisztikus rakétákkal felszerelt francia atom-tengeralattjárókkal tudnak biztonságosan kommunikálni. Hosszú antennahuzalokkal küldik a kódolt jeleket, amelyeket a vízfelszín alatt is lehet fogni. Nagy előnye, hogy a többi vele egy tudású szállítógépekhez képest rövidebb futópályára van szüksége, ami egy harci helyzetben nagy előnyt jelenthet.
Manapság sok helyen, sokféle feladatokat lát el. Használták már tűzoltó repülőgépnek, hőkereső rakéták elhárítására, humanitárius feladatok ellátására, még a Nemzetközi Vöröskereszt is használ ilyen gépet.

## Felépítése

### Raktér
A raktérben 93 felfegyverzett katona, 61-88 teljes menetfelszerelésű ejtőernyős, 62 fekvő sebesült, ápolóval együtt fér el. 16 tonnáig harci járművekkel is feltölthető.
Itt helyezkednek el a speciális berendezések, valamint ezek kezelői. A lenyitható hátsó rámpa egyben a megemelt farokrész alsó burkolata.

## Típusai
- C-160:
- C-160A:
- C-160D: Luftwaffe első 110 gépe;
- C-160F: A Francia Légierő első 50 gépe ;
- C-160P: Az Air France-nál betöltött postásgépek megjelölése
- C-160T: A Török Légierő megnevezése;
- C-160Z:
- C-160NG: Tanker gép;
- C-160H Astarté: Tengeralattjárókkal való kommunikálásra használt gépek megjelölése;
- C-160G Gabriel: Távközlési-elektronikus felderítő gép megjelölése;
- C-160R:
- C-160S:
- C-160AAA:

## Képek

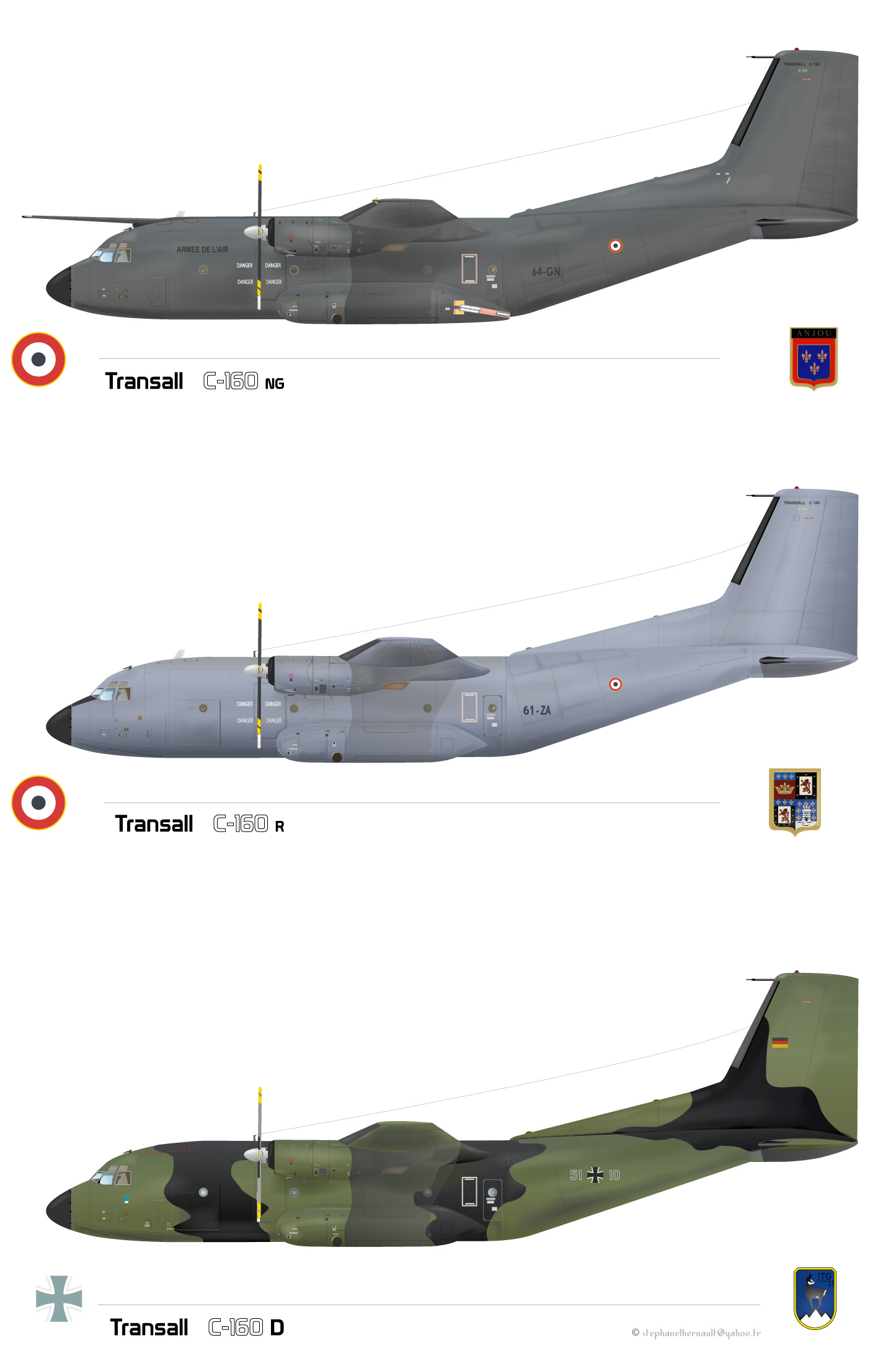
A C–160 "család"

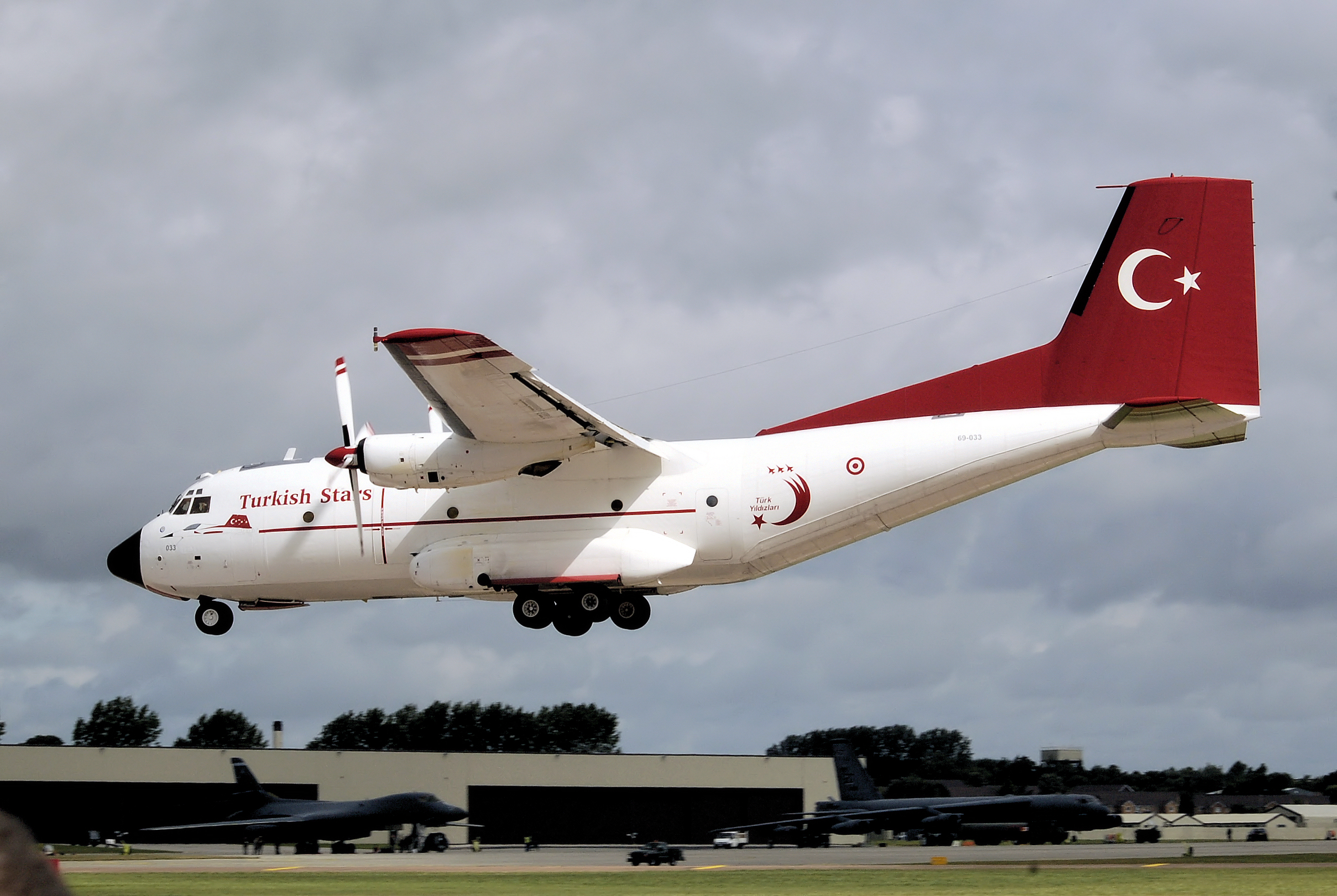
Egy török C-160T landol a RIAT-on.
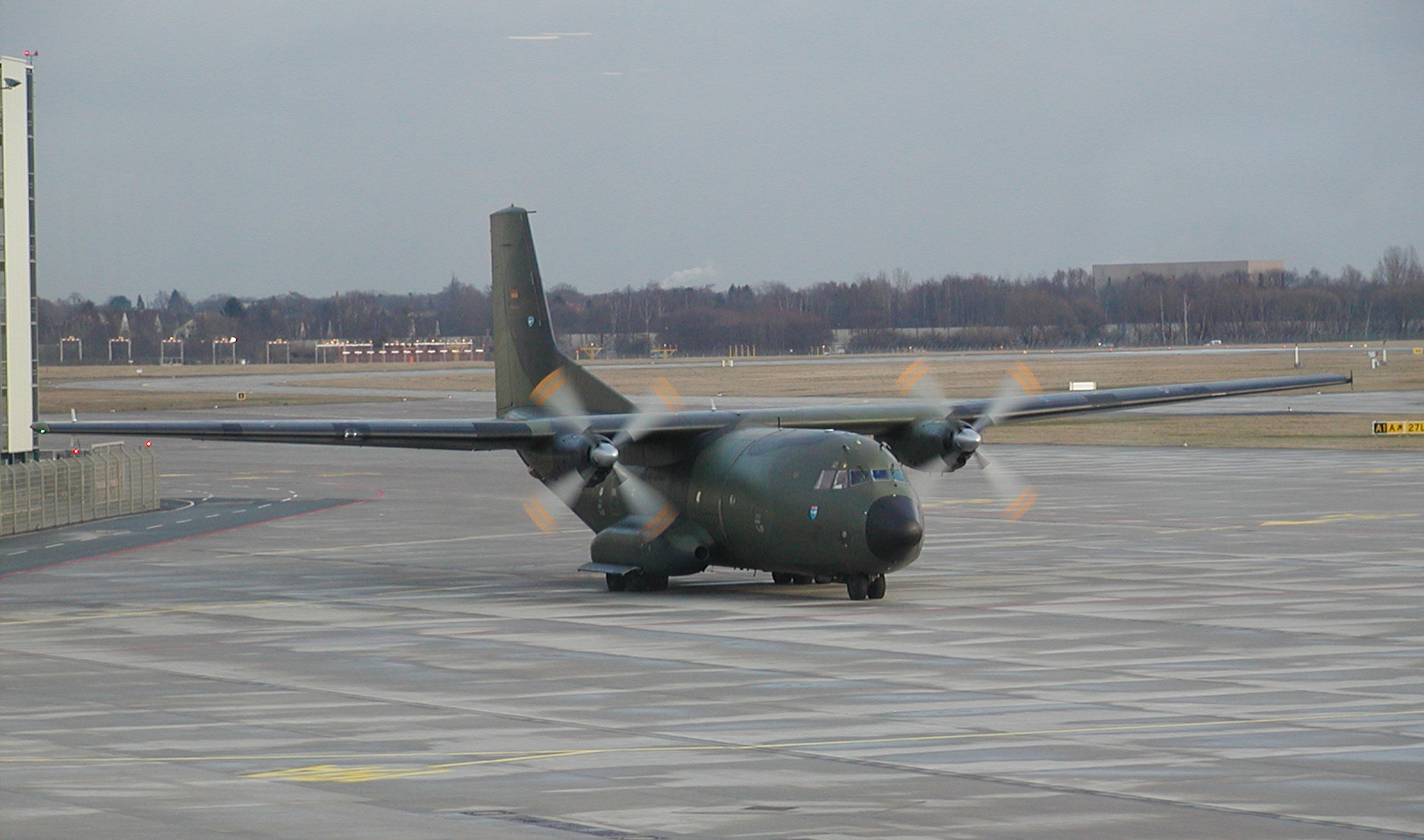
Luftwaffe C-160
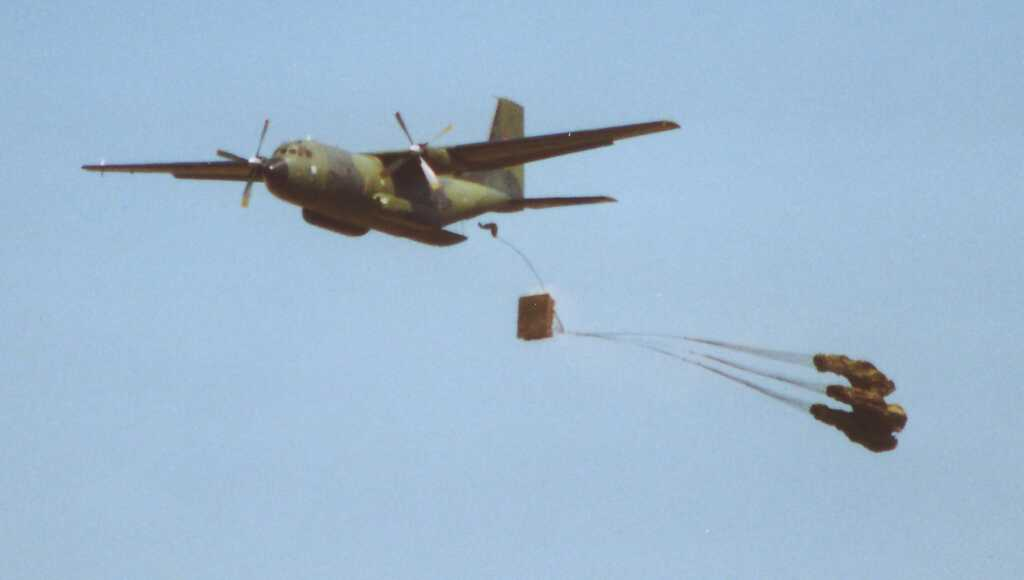
Luftwaffe C-160
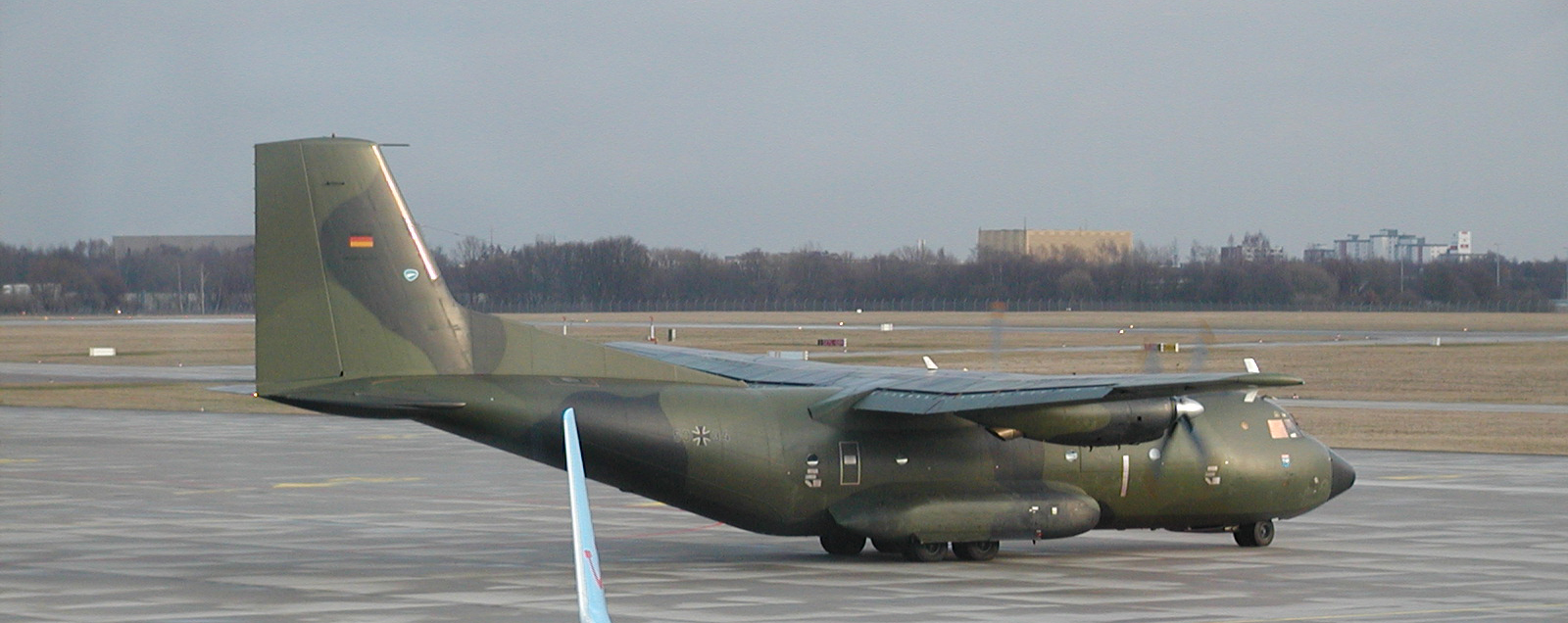
Luftwaffe C-160
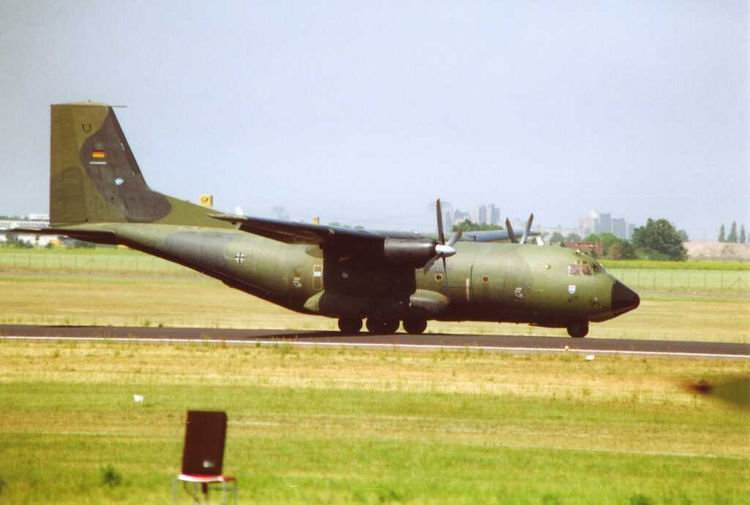
C-160
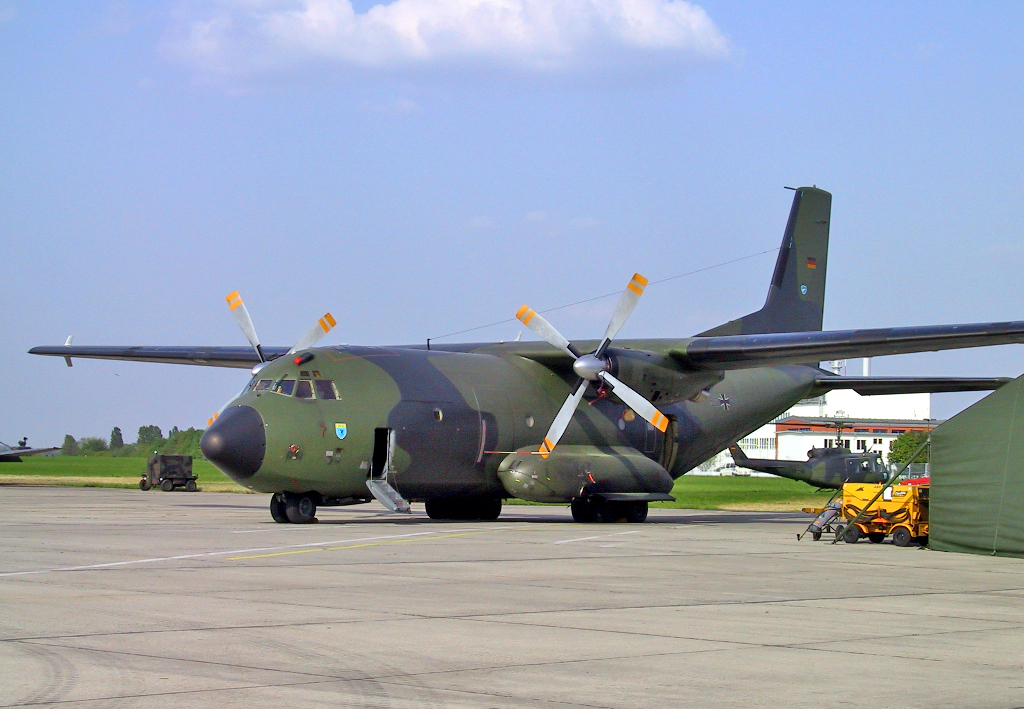
C-160